# Andrzej Martyniuk
Andrzej Martyniuk est un ancien joueur polonais de volley-ball né le 17 octobre 1960 à Pionki (voïvodie de Mazovie). Il totalise 240 sélections en équipe de Pologne.

## Clubs
| Club             | De        | À         |
| ---------------- | --------- | --------- |
| AZS Częstochowa  | 1979-1980 | 1980-1981 |
| Płomień Milowice | 1981-1982 | 1982-1983 |
| Hutnika Cracovie | 1983-1984 | 1988-1989 |
| Rembert Torhout  | 1989-1990 | 1990-1991 |
| Knack Roeselare  | 1991-1992 | 1991-1992 |
| PVT Mouscron     | 1992-1993 | 1992-1993 |
| VC Lennik        | 1993-1994 | 1993-1994 |
| VC Puurs         | 1994-1995 | 1994-1995 |

## Palmarès
- Championnat d'Europe
  - Finaliste : 1981, 1983
- Championnat de Belgique (1)
  - Vainqueur : 1990
- Championnat de Pologne (2)
  - Vainqueur : 1988, 1989
  - Finaliste : 1987
- Coupe de Pologne (1)
  - Vainqueur : 1988